# Into Glory Ride
Into Glory Ride is Manowars tweede heavy-metalalbum uitgegeven in 1983.

## Inhoud
1. Warlord
2. Gates of Valhalla
3. Secret of Steel
4. Hatred
5. Revelation (Death's Angel)
6. Gloves of Metal'
7. March for Revenge (By the Soldiers of Death)

## Artiesten
- Eric Adams - vocalist
- Joey DeMaio - bassist
- Ross the Boss - gitarist
- Scott Columbus - drummer